# Kosar
Kosar is een bestuurslaag in het regentschap Subang van de provincie West-Java, Indonesië. Kosar telt 3605 inwoners (volkstelling 2010).